# Werner Hinz
Werner Hinz (Berlino, 18 gennaio 1903 – Amburgo, 10 febbraio 1985) è stato un attore e doppiatore tedesco.

## Biografia
Werner Hinz studiò alla Hochschule für Schauspielkunst Ernst Busch, debuttando a teatro, nel 1922, con l'opera di Frank Wedekind, Risveglio di primavera (Frühlings Erwachen). Nel 1935, esordì nel cinema recitando nel film I due re (Der alte und der junge König). Nel 1940, interpretò il figlio del leader della resistenza boera nel film Ohm Krüger l'eroe dei Boeri (Ohm Krüger), prodotto per volere della propaganda nazista.
Inoltre, lavorando come doppiatore, prestò la voce a diversi attori, tra i quali Gregory Peck (Affäre Macomber), Michel Piccoli (Salto nel vuoto), Stephen McNally (Winchester '73) e Ralph Richardson (Anna Karenina e Kleines Herz in Not).
Nel 1949, ottenne il Premio nazionale della Repubblica Democratica Tedesca (Nationalpreis der DDR) per la sua interpretazione nell'opera di Bertolt Brecht, Madre Coraggio e i suoi figli (Mutter Courage und ihre Kinder), in scena al Berliner Ensemble. Nel 1968, Werner Hinz fu premiato con il Bambi, mentre nel 1984, l'organizzazione dell'Hamburger Volksbühne gli assegnò il Silberne Maske. Successivamente, nel 1983, ricevette la Golden Camera, un premio televisivo-cinematografico tedesco.
Werner Hinz sposò l'attrice Ehmi Bessel ed entrambi i loro figli, Knut e Michael, sono diventati attori. Werner Hinz fu sepolto nel cimitero di Dahlem a Berlino.

## Filmografia

### Cinema
- I due re (Der alte und der junge König), regia di Hans Steinhoff (1934)
- La resa del Sebastopoli (Weiße Sklaven), regia di Karl Anton (1936)
- Die Warschauer Zitadelle, regia di Jacob Fleck e Luise Fleck (1937)
- Jugend, regia di Veit Harlan (1938)
- Der Vierte kommt nicht, regia di Maximilian W. Kimmich (1939)
- Bismarck, il cancelliere di ferro, regia di Wolfgang Liebeneiner (1940)
- La volpe insanguinata (Der Fuchs von Glenarvon), regia di Maximilian W. Kimmich (1940)
- Ritorno (Traummusik), regia di Géza von Bolváry e Giuseppe Fatigati (1940)
- La mia vita per l'Irlanda (Mein Leben für Irland), regia di Maximilian W. Kimmich (1941)
- Ohm Kruger l'eroe dei Boeri (Ohm Krüger), regia di Hans Steinhoff (1941)
- Destino (Schicksal), regia di Géza von Bolváry (1942)
- Die Entlassung, regia di Wolfgang Liebeneiner (1942)
- Großstadtmelodie, regia di Wolfgang Liebeneiner (1943)
- Wildvogel, regia di Johannes Meyer (1943)
- Das Herz muß schweigen, regia di Gustav Ucicky (1944)
- Meine Herren Söhne, regia di Robert A. Stemmle (1945)
- Der Fall Molander, regia di Georg Wilhelm Pabst (1945)
- In quei giorni (In jenen Tagen), regia di Helmut Käutner (1947)
- Der Biberpelz, regia di Erich Engel (1949)
- Die Buntkarierten, regia di Kurt Maetzig (1949)
- Sola col mio peccato (Martina), regia di Arthur Maria Rabenalt (1949)
- Ruf an das Gewissen, regia di Karl Anton (1949)
- Die Schuld des Dr. Homma, regia di Paul Verhoeven (1951)
- Herz der Welt, regia di Harald Braun (1952)
- Annie (Feuerwerk), regia di Kurt Hoffmann (1954)
- La collana della sfinge nera (Geständnis unter vier Augen), regia di André Michel (1954)
- Der letzte Sommer, regia di Harald Braun (1954)
- Operazione walkiria (Der 20. Juli), regia di Falk Harnack (1955)
- Du darfst nicht länger schweigen, regia di Robert A. Stemmle (1955)
- Geliebte Feindin, regia di Rolf Hansen (1955)
- Hotel Adlon, regia di Josef von Báky (1955)
- Nina, regia di Rudolf Jugert (1956)
- Made in Germany – Ein Leben für Zeiss, regia di Wolfgang Schleif (1957)
- Le confessioni del filibustiere Felix Krull (Bekenntnisse des Hochstaplers Felix Krull), regia di Kurt Hoffmann (1957)
- Due volte non si muore (Unruhige Nacht), regia di Falk Harnack (1958)
- Herz ohne Gnade, regia di Viktor Tourjansky (1958)
- La ragazza di Moorhof (Das Mädchen vom Moorhof), regia di Douglas Sirk (1958)
- L'uomo ucciso due volte (Der blaue Nachtfalter), regia di Wolfgang Schleif (1959)
- Buddenbrooks, regia di Alfred Weidenmann (1959)
- I sicari di Hitler (Geheimaktion Schwarze Kapelle), regia di Ralph Habib (1959)
- L'ultimo testimone (Der letzte Zeuge), regia di Wolfgang Staudte (1960)
- Die Stunde, die du glücklich bist, regia di Rudolf Jugert (1961)
- Das Kartenspiel, regia di Edward Rothe (1961)
- Der Lügner, regia di Ladislao Vajda (1961)
- Verdammt die jungen Sünder nicht, regia di Hermann Leitner (1961)
- Il giorno più lungo (Der längste Tag), regia di Ken Annakin, Gerd Oswald, Bernhard Wicki, Andrew Marton e Darryl F. Zanuck (1962)
- Totentanz, regia di Gustaf Gründgens e Günther Meyer-Goldenstädt (1964)
- Tonio Kröger, regia di Rolf Thiele (1964)
- Dr. med. Hiob Prätorius, regia di Kurt Hoffmann (1964)
- Rheinsberg, regia di Kurt Hoffmann (1967)
- Der Paukenspieler, regia di Franz Seitz, Rolf Thiele, Bernhard Wicki, Volker Schlöndorff, Herbert Rimbach e Helmut Meewes (1967)
- Alle sette del mattino il mondo è ancora in ordine (Morgens um sieben ist die Welt noch in Ordnung), regia di Kurt Hoffmann (1968)
- Wenn süß das Mondlicht auf den Hügeln schläft, regia di Wolfgang Liebeneiner (1969)
- Kim Philby war der dritte Mann, regia di Helmuth Ashley (1969)
- Die Jungfrau von Orleans, regia di Heribert Wenk e Wilfried Minks (1974)
- Der Schimmelreiter, regia di Alfred Weidenmann (1978)
- Nachbarn und andere nette Menschen, regia di Wolfgang Liebeneiner (1979)
- Nathan, der Weise, regia di Oswald Döpke (1979)

### Televisione
- Tatort – Mordverdacht, regia di Walter Davy - serie TV, 12 episodi (1971)
- Der Kommissar, regia di Herbert Reinecker - serie TV, 97 episodi (1974)
- L'ispettore Derrick, regia di Herbert Reinecker - serie TV, 281 episodi (1977)
- Eichholz und Söhne - serie TV, 13 episodi (1977)
- La nave dei sogni (Das Traumschiff), regia di Fritz Umgelter, Michael Stanke, Hans-Jürgen Tögel, Alfred Vohrer e Stefan Bartmann - serie TV, 81 episodi (1981)
- Nordlichter: Geschichten zwischen Watt und Weltstadt, regia di Wolfgang Staudte - serie TV, 4 episodi (1983)

## Teatro
- Misura per misura di William Shakespeare, regia di Wolfgang Langhoff (1948)
- Faust. Eine Tragödie di Johann Wolfgang von Goethe, regia di Wolfgang Langhoff (1949)
- Madre coraggio e i suoi figli di Bertolt Brecht, regia di Erich Engel (1949)

## Radio
- Der Weg aus dem Dunkel di Hans Sattler, regia di Alfred Braun, Berliner Rundfunk (1947)
- Dem Reißer entsprungen di Michael Brett, regia di Fritz Benscher, Bayerischer Rundfunk (1954)

## Premi
- 1968 - Bambi
- 1980 - Carl-Zuckmayer-Medaille[2]
- 1983 - Golden Camera[3]
- 1983 - Silberne Maske